# Echinodesmodora spinulosa
Echinodesmodora spinulosa is een rondwormensoort uit de familie van de Desmodoridae.